# Georges Magnane
Georges Magnane (geboren als René Catinaud 31. August 1907 in Neuvic-Entier; gestorben 12. September 1985 in Neuilly-sur-Seine) war ein französischer Schriftsteller und Übersetzer.

## Leben
René Catinaud betrieb Leistungssport und studierte Anglistik. Er arbeitete als Lehrer. Unter dem Pseudonym Georges Magnane veröffentlichte er an die fünfzehn eigene Werke, darunter Romane, Sportbücher und sportsoziologische Essays.
Daneben übersetzte er Werke von Lisa Alther, Truman Capote, John Kenneth Galbraith, Mary Gordon, Ernest Hemingway, Seymour Hersh, J.J. Lynx, Jan Morris, Iris Murdoch, Vladimir Nabokov, György Pálóczi Horváth, Philip Roth, John Updike, Todd Walton, Patrick White, Tom Wolfe aus dem Englischen ins Französische.

## Werke (Auswahl)
- L'Épée du roi. Gallimard, 1937
- Portonéro. Gallimard, 1938

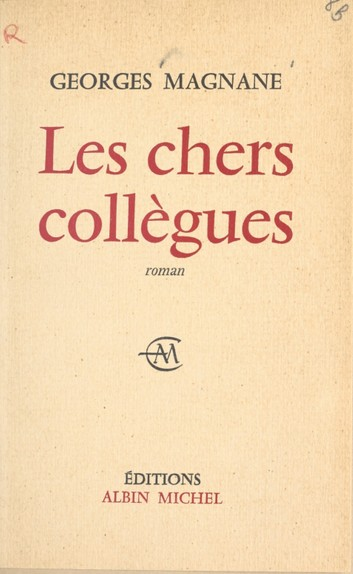
Les chers collègues (1963)

- La Bête à concours. Gallimard, 1941. Radioproduktion 1947
- Les Hommes forts. Gallimard, 1942
- Gerbe Baude, Gallimard, 1943. Verfilmt im Jahr 1947 von Jacques Séverac unter dem Titel Nuit sans fin
- Les Beaux Corps de 20 ans. Gallimard, 1946
- Le Bon Lait d'Amérique. Bibliothèque française, 1946
- Plaisir d'amour. Gallimard, 1948
- Jeux de massacre, [pièce en 3 actes]. Radiodiffusion française, 1948
  - Plaisir d'amour. Übersetzung Hannelore Scholz. Zürich: Scientia, 1955
- La Trêve olympique. Albin Michel, 1950
- Le Génie de six heures. Albin Michel, 1951
- Où l'herbe ne pousse plus. Albin Michel, 1952  Über das Massaker von Oradour
  - Der Himmel hält den Atem an : Roman. Übersetzung Karl Heinrich. Berlin: Volk und Welt, 1956
- Gagné-perdu, Gallimard, 1954
- L'amour tue vite et bien. Albin Michel, 1958
- Les Chers Collègues : roman. Albin Michel, 1963
- Sociologie du sport. Situation du loisir sportif dans la culture contemporaine. Gallimard, 1964
- Des animaux farouches. Gallimard, 1978. Erhielt 1979 den Prix Biguet